# Bahnstrecke Krauchenwies–Sigmaringen
| |                      |                |                |
| Streckennummer (DB): | 4334                 |                |                |
| Kursbuchstrecke: | 304f (1946)          |                |                |
| Streckenlänge: | 9,19 km              |                |                |
| Spurweite: | 1435 mm (Normalspur) |                |                |
| Maximale Neigung: | 12 ‰                 |                |                |
| Minimaler Radius: | 250 m                |                |                |
| |                      |                |                |
| \| \| \| von Radolfzell \| \| \| \| 0,00 \| Krauchenwies \| Krauchenwies \| \| \| \| nach Mengen \| \| \| \| 1,00 \| Ablach \| Ablach \| \| \| 3,85 \| Josephslust \| Josephslust \| \| \| 7,40 \| Donau (120 m) \| Donau (120 m) \| \| \| \| von Ulm \| \| \| \| 8,80 \| Donau \| Donau \| \| \| \| von Engstingen \| \| \| \| 9,19 \| Sigmaringen \| Sigmaringen \| \| \| \| nach Tübingen \| \| |                      |                |                |
| Strecke |                      | von Radolfzell | von Radolfzell |
| Dienststation / Betriebs- oder Güterbahnhof | 0,00                 | Krauchenwies   | Krauchenwies   |
| Abzweig ehemals geradeaus und nach rechts |                      | nach Mengen    | nach Mengen    |
| Brücke über Wasserlauf (Strecke außer Betrieb) | 1,00                 | Ablach         | Ablach         |
| Bahnhof (Strecke außer Betrieb) | 3,85                 | Josephslust    | Josephslust    |
| Brücke über Wasserlauf (Strecke außer Betrieb) | 7,40                 | Donau (120 m)  | Donau (120 m)  |
| Abzweig ehemals geradeaus und von rechts |                      | von Ulm        | von Ulm        |
| Brücke über Wasserlauf | 8,80                 | Donau          | Donau          |
| Abzweig geradeaus und von rechts |                      | von Engstingen | von Engstingen |
| Bahnhof | 9,19                 | Sigmaringen    | Sigmaringen    |
| Strecke |                      | nach Tübingen  | nach Tübingen  |

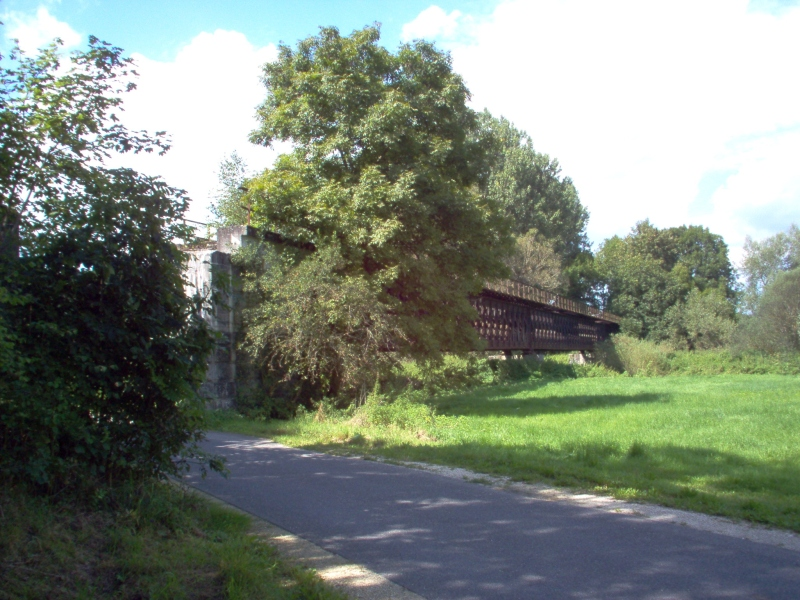
Brücke über die Donau bei Kilometer 7,4

Die Bahnstrecke Krauchenwies–Sigmaringen verband zwischen 1873 und 1969 die Gemeinde Krauchenwies an der Bahnstrecke Radolfzell–Mengen mit dem Eisenbahnknoten Sigmaringen. Die Großherzoglich Badischen Staatseisenbahnen bauten und betrieben die Strecke auf dem Gebiet der seit 1850 zu Preußen gehörenden Hohenzollerischen Lande. Dies war die Bedingung für die Erlaubnis Preußens an Baden, die Strecke Radolfzell–Mengen über hohenzollerisches Gebiet zu bauen. Eröffnet wurde sie am 6. September 1873.
Am 31. Mai 1969 fuhr vom Meßkircher Bahnhof der letzte Personenzug in Richtung Sigmaringen. Zu diesem Ereignis wurde der Triebwagen mit Trauerschmuck behängt und mit Musik und Kreuz symbolhaft „zu Grabe getragen“.
Die Deutsche Bundesbahn stellte am 1. Juni 1969 den Gesamtbetrieb auf der Strecke ein, 1971 wurde sie abgebaut. Der Bahndamm sowie einzelne Eisenbahnbrücken sind bis heute erhalten. Die gesamte Strecke verlief im damaligen und heutigen Landkreis Sigmaringen.
In einer im Juni 2023 vorgestellten Machbarkeitsstudie wurde ein Wiederaufbau der Strecke Krauchenwies–Sigmaringen für den vertakteten Personennahverkehr der Relation Radolfzell–Sigmaringen mit dem Neubau eines Haltepunkts in Sigmaringendorf untersucht. Diese Variante erreichte ein Nutzen-Kosten-Verhältnis von knapp unter 1,0 und wurde deswegen zugunsten einer besser bewerteten Führung der Linie über die bestehende Bahnstrecke Radolfzell–Mengen auf voller Länge nicht zur Weiterverfolgung empfohlen.